# Чередеев, Козьма Кириллович
Козьма Кириллович Чередеев (ок. 1800 — ок. 1875) — протоиерей русской православной церкви.

## Биография
Сын причетника родился около 1800 года. Окончил Тверскую духовную семинарии и, со степенью магистра богословия Санкт-Петербургскую духовную академию (1823). По окончании курса академии был отправлен профессором словесности в Тверскую семинарию. Здесь он последовательно занимал ряд административных и преподавательских должностей и 28 ноября 1831 года был определён помощником инспектора семинарии, пробыв в этой должности пробыл 12 лет; несколько раз исправлял должность инспектора. Также, 4 августа 1838 года он был назначен библиотекарем семинарии. Из преподавательских должностей со времени поступления в семинарию Чередеев, кроме кафедры словесности, неоднократно замещал кафедру богословских наук, которую окончательно занял с 1 декабря 1842 года; в 1832 году ему поручено было чтение Св. Писания сначала по низшему, а потом по среднему отделению семинарии. Одновременно, он проводил ревизии духовных училищ Тверской епархии.
С 13 марта 1844 года он был назначен цензором проповедей сельских священников Тверской губернии. В этой должности он состоял до 1863 года, когда был назначен участвовать в заседаниях губернского присутствия по вопросам об обеспечении духовенства.
С 1827 года он состоял священником при Тверском кафедральном соборе; 24 июня 1846 года был возведён в сан протоиерея, а 15 июля 1848 года — в ключари собора. В сентябре 1848 года Чередеев был также назначен благочинным по 2-му ведомству города Твери, над Заволжскими и Затверецкими церквами.
В декабре 1849 года он оставил семинарию и в течение следующих трёх лет был первенствующим членом по экономическим отчётам Тверской семинарии и тверских духовных училищ. С 1851 года Чередеев входил в состав комитета, учреждённого для составления церковно-исторического описания Тверской епархии, был членом консистории.
В 1853 году он был утверждён штатным протоиереем и старшим благочинным по городу Твери, затем — непременным членом Тверского статистического комитета. В январе 1867 года К. К. Чередеев стал членом народно-училищного совета, в котором, по выбору, председательствовал.
Составил описание Калязина монастыря, напечатанное в 1852 году, и «Биографии тверских иерархов, от начала существования архиерейской кафедры в г. Твери и до ныне», напечатанные в 1859 году. Были изданы также поучения и речи, сказанные по разным поводам: «Слова в праздничные дни и поучения в дни простые, сказанные в Тверском кафедральном соборе Чередеевым» (Тверь, 1858) и «Огласительные поучения о человеке, и слова и речи на дни высокоторжественные, воскресные и праздничные, на разные случаи и речи, сказанные протоиереем К. Чередеевым» (Тверь, 1862).
Скончался в возрасте 75 лет. Был похоронен на Тверском Смоленском кладбище.